# 中宮職
中宮職，又稱后宮職，是日本律令制中，中務省轄下的家政機關，專司與服侍后妃的相關事務。中宮職原本是為了所有后妃而開設的機構，後來分別為了皇后、皇太后與太皇太后而各自創設皇后宮職、皇太后宮職與太皇太后宮職，而原本的中宮職則轉成專屬中宮的機構。

## 組織結構
- 中宮大夫：定員一名，官階從四位下。
- 中宮權大夫：定員一名，官階從四位下。

- 中宮亮：定員一名，官階從五位下。
- 中宮權亮：定員一名，官階從五位下。

- 中宮大進：定員一名，官階從六位上。
  - 中宮權大進：非常設人員，官階多為從六位上
- 中宮少進：定員二名，官階從六位下。
- 中宮權少進：定員一名，官階從六位下。

- 中宮大屬：定員一名，官階正八位下。
- 中宮少屬：定員二名，官階從八位上。

中宮少屬之下，尚有：
- 「史生」「職掌」、「使部」、「直丁」等下級人員，人數不定
- 「侍長」、「侍」為警備職員。
- 「女孺」
  - 職掌、侍長、侍等等，是在平安時代中期以後才設置，屬於令外官。